# 指匠情挑 (电视剧)
《指匠情挑》是BBC根据的《荊棘之城》（Fingersmith）而拍摄的一部电视电影，讲述了两个女人之间的爱情故事。电视剧由爱尔兰裔导演爱许灵·沃什拍摄，莎丽·霍金斯和伊莲·卡西迪主演。